# Мер из Истауна
Мер из Истауна (енгл. Mare of Easttown) је америчка серија творца Бреда Ингелсбија чија је премијера била 18. априла 2021. године на HBO-у. Премијера серије у Србији била је 19. априла 2021. године на HBO-у.

## Радња
У предграђу Филаделфије, полицијска детективка Мери Ен „Мер“ Шијан истражује недавно убиство мајке тинејџерке док покушава да спречи да јој се сопствени живот распадне. Мер је локална хероина, која је пре 25 година била звезда кошаркашког првенства у средњој школи. Она није могла да реши случај још једне нестале девојке већ годину дана, што је довело до тога да многи у заједници сумњају у њене детективске вештине. Њене личне невоље укључују развод, сина који је извршио  самоубиство и битку за старатељство са бившом снајом зависником од хероина над њеним унуком.

## Потенцијална друга сезона
Иако је замишљена као ограничена серија, Винслет је у августу 2021. изјавила да би „желела да се врати“ као Мер, и да је за потенцијалну другу сезону, Ингелсби је „поделио неке веома добре идеје. Видећемо шта ће се десити. Такође морам да да схватим да ли могу то да урадим. Могу ли да прођем кроз то поново? Много ме је емоционално коштало да будем она, и морам да схватим да ли могу поново да призовем све то и урадим то поново."

## Оцене
Мер из Истауна показао се као рекордан хит. Огромна гледаност резултирала је рушењем ХБО Макс сервера убрзо након што је финале објављено на сервису за стриминг.
Последња епизода Мер из Истауна привукла је четири милиона гледалаца током празничног викенда на HBO-у и HBO Максу, са скоро три милиона гледалаца у недељу увече (све платформе). Финале је такође поставило рекорд као најгледанија епизода оригиналне серије на HBO Макс током прва 24 сата доступности, надмашивши финале Слом и Стјуардеса у истом временском периоду. Мер из Истауна се такође придружила Слом као једина серија у историји HBO-а која је видела узастопни раст из недеље у недељу.

## Улоге
| Глумац             | Улога                |
| ------------------ | -------------------- |
| Кејт Винслет       | Мер Шијан            |
| Џулијана Николсон  | Лори Рос             |
| Џин Смарт          | Хелен Шијан          |
| Ангаури Рајс       | Шивом Шијан          |
| Еван Питерс        | детектив Колин Забел |
| Гај Пирс           | Ричард Рајан         |
| Кејли Спени        | Ерин Макменамин      |
| Дејвид Денман      | Френк Шијан          |
| Филис Сомервил     | Бети Карол           |
| Дру Шајд           | Џоф Гејбхарт         |
| Џон Даглас Томпсон | шеф Картер           |
| Патрик Марни       | Кени Макменамин      |
| Џејмс Макардл      | ђакон Марк Бартон    |
| Сози Бејкон        | Кери Лајден          |
| Џо Типет           | Џон Рос              |
| Нил Хаф            | отац Ден Хејстингс   |

## Епизоде
| Бр. еп. | Наслов | Редитељ     | Сценариста    | Премијера       | Гледаност у С.А.Д. (милиони) |
| ------- | ------ | ----------- | ------------- | --------------- | ---------------------------- |
| 1       | [ 7 ]  | Крејг Зобел | Бред Ингелсби | 18. април 2021. | N/A                          |
| 2       | [ 8 ]  | Крејг Зобел | Бред Ингелсби | 25. април 2021. | N/A                          |
| 3       | [ 9 ]  | Крејг Зобел | Бред Ингелсби | 2. мај 2021.    | N/A                          |
| 4       | [ 10 ] | Крејг Зобел | Бред Ингелсби | 9. мај 2021.    | N/A                          |
| 5       | [ 11 ] | Крејг Зобел | Бред Ингелсби | 16. мај 2021.   | N/A                          |
| 6       | [ 12 ] | Крејг Зобел | Бред Ингелсби | 23. мај 2021.   | N/A                          |
| 7       | [ 13 ] | Крејг Зобел | Бред Ингелсби | 30. мај 2021.   | N/A                          |